# 綫人 (2010年電影)
《綫人》是一部於2010年上映的香港警匪動作片，由林超賢執導，谢霆锋和张家辉主演，谢霆锋憑本片获得香港電影金像獎最佳男主角獎。此電影沿用於2008年電影《証人》的演員及幕後班底。電影看似為《証人》的續作，但製作公司聲稱本電影和《証人》為「人面全非」的原創故事，務以帶給觀眾更大的劇力震撼。
林超賢表示拍攝在《証人》之前，《綫人》劇情的靈感已經產生。林氏延續《証人》及《火龍》探討人性、心魔、感情和宿命的主題，描寫警察為了破案，對待為他們身陷險境、走漏風聲的線人的生死時，會選擇做一個「好警察」、還是為了良心而去做一個「好人」。

## 劇情
香港警務處刑事情報科督察李滄東在監視毒販孖狗的交易過程中，為了阻止孖狗銷毀證據，下令當時假扮交易人士的下屬古仔當場動手抓人。但最後孖狗逃之夭夭，安插在孖狗身邊的線人廢噏因此暴露身份，連線人費也跟著大打折扣。廢噏痛斥滄東不守信用，當晚回家時遭遇孖狗帶人前來報復，身上被砍數刀後雖然撿回一命，卻也因此家破人亡、精神錯亂。偵破毒品案而立大功的滄東晉升高級督察，同時對廢噏的事情感到十分內疚。一年後，屢犯大案的珠寶搶劫團夥頭目華天從台灣回到香港準備另起爐灶，滄東受令派線人混進華天團夥裏，準備在華天行動時人贓俱獲。
滄東從華天的心腹太平的手下裏面排查，選出外號「細鬼」的偷車賊何細魁。細鬼早前為了還清父親欠下的債務，一心想贖回被抓去賣淫的妹妹才犯罪入獄。滄東會見在壁屋監獄中服刑的細鬼，答應事成後會給他一百萬線人費。細鬼原本不願意和滄東合作，但出獄後靠蠻幹救不出妹妹，只好照滄東指示加入一場夜間賽車來贏取太平的賞識得以加入華天團夥。在車賽裏，車技娴熟的細鬼輕鬆保持首位，但在隧道中遇到警察路障，其他車手被捕後，細鬼在滄東的暗中協調下成功逃跑，簽下合約後正式成為線人，收到太平的聯絡後也正式加入華天團夥作為車手。細鬼陪太平見到其他三名新招收的搶劫團成員—馬達、爆珠和拉鍊，當中包含華天的女人阿弟。細鬼於數年前曾和阿弟有過一面之緣，當時兩人剛好分別被警察和黑幫追殺，在岔路交匯時無意間救下彼此。
滄東透過細鬼的情報跟到華天的手機訊號，帶領警察追蹤在油麻地出沒的華天。然而老謀深算的華天察覺到自己被跟蹤，加上古仔不慎暴露行蹤，使華天迅速走到附近的停車場扔掉手機，靠脅迫一名女司機、躲在她車上偷偷離開。細鬼和阿弟跟軍火販交易六把搶劫用的槍械，回去路上碰到警察路障而被迫沖路障逃跑，不慎發生車禍後只能雙雙棄車，躲進市場裏的櫃子中逃過一劫，阿弟也因此徹底愛上細鬼。滄東下班去陪流落街頭的廢噏，得知他看見孖狗重新現身，火速聯繫重案組後安排逮捕行動，最後開車載廢噏讓其目睹孖狗被逮捕歸案後，才讓他放心跑回去見“妻子”。
滄東一年前喝醉時與酒女發生性關係，導致妻子阿雪感染梅毒而無法正常生育，甚至使她在抑鬱之下而跳樓導致瘸腿、失憶，之後便在一個舞蹈教室工作。滄東因為對她懷有愧疚而不停地去看望她，但有一天卻被阿雪的父親發現。阿雪父親因為害怕女兒會想起往事而痛打滄東，卻導致站在一旁的阿雪受驚跑出去後被車撞至重傷，這讓滄東大受打擊。另一方面，太平帶領手下甩掉跟蹤的警察後，開始為隔天的搶劫計畫佈局，拉鍊因為想多分錢而導致華天下令細鬼等人將他滅口。由於人手不夠，細鬼只能聽命令拿一把槍。而華天同時因為有外遇而和阿弟發生爭執，兩人決定事成之後分道揚鑣。
隔天一早，華天團夥打劫計畫中從未提及的漆咸道景新金行，細鬼雖然暗中讓一名路邊擦車人通報滄東，但華天還是在警察趕到前搶走重量高達二百五十公斤的黃金，走前槍殺古仔後集體逃之夭夭。團夥回到碼頭藏身處實施溶金時，細鬼利用在金行撿到的一部手機聯繫滄東而讓他追查訊號位置。溶金期間，阿弟事先策反爆珠聯手背叛華天一行人，拉攏細鬼準備帶跑所有金子，但太平用火將爆珠活活燒死後引發現場交火。細鬼為保護阿弟身中一槍，與阿弟帶著裝滿金子的包逃離現場，太平和馬達燒毀所有作案工具後逃之夭夭。華天則被四面包圍的警察抓獲，但由於搶劫證據全毀而將無法定罪，上司要求滄東必須找出細鬼出庭作證，否則不批准線人費。滄東不想再讓線人送命而左右為難，但於當晚得知阿雪已傷重不治，試圖靠撞車自殺沒成功後，受良心驅使決定去拯救細鬼。
細鬼與阿弟藏身在山上貧民窟時向她坦白自己是線人，將自己在金行拿的鑽戒送她。阿弟不肯放棄細鬼而聯繫地下醫生，然而醫生卻帶來太平和馬達一票人持砍刀前來報復。細鬼和阿弟逃入一所廢棄學校，與太平一行人鬥得頭破血流、魚死網破，滄東隨後趕到掐死馬達，阿弟將太平活活打死後，細鬼卻已傷重身亡。警察趕到後，阿弟交出其中一包黃金並自首，替死去的細鬼指證華天的種種罪行，使華天最終受到應有的制裁。滄東挪用警方的一百五十萬替細鬼還完債，以其中五十萬確保他妹妹衣食無憂，同時還確保廢噏會受照料。一切結束後，滄東因為挪用公款，從容地面對上司的逮捕。

## 演員
| 演員                      | 角色     | 介紹 |
| 謝霆鋒                    | 何細魁   | 行走社會底層的地下車手，外號「細鬼」，汽車大盜「車王鬼」之子。精通汽車知識，出獄後為李滄東擔任線人，以籌夠錢還債來救出妹妹。 |
| 張家輝                    | 李滄東   | 香港刑事情報科高級督察，細鬼的監管人。曾經為了破案而不管線人的生死，導致一位線人因此落下受重傷後，開始對其懷有愧疚。         |
| 桂綸鎂                    | 阿弟     | 華天身邊的女人，但與華天關係日漸交惡，幾年前砍死黑道後跟細鬼有過一面之緣且救過彼此，如今碰巧跟他重遇後彼此產生感情。         |
| 陆毅 （香港配音：歐錦棠） | 華天     | 聰明過人的搶劫賊黨頭目，專門搶珠寶進行銷贓，幾年下來犯過至少兩起重大搶案，這次從台灣回香港準備搶黃金。                       |
| 姜皓文                    | 太平     | 華天的左右手，對華天相當忠誠，作為華天在香港的固定接頭人，每次實施犯案前負責招攬人手，並招收合作過的細鬼為他們當車手。       |
| 廖啟智                    | 廢噏     | 滄東的前一任線人，本與滄東關係良好，直到一年前因為滄東不守信而暴露身份，遭孖狗砍傷後家破人亡，從此精神錯亂而流落街頭。       |
| 郭政鴻                    | 古仔     | 滄東的部下，刑事情報科警員，但技術不精，行動中不止一次出錯。                                                                 |
| 尹揚明                    | 孖狗     | 香港高級毒販，被滄東的小組盯住很久。                                                                                         |
| 鍾舒漫                    | 細鬼妹妹 | 細鬼極力想拯救的親人，因父親生前欠債被馬夫榮抓去當應召妹。                                                                   |
| 何華超                    | 馬夫榮   | 細鬼一家的債主，扣住細鬼的妹妹去賣淫來還債。                                                                                 |
| 李成昌                    | 陳長官   | 刑事情報科上級，滄東的上司，一直想將華天逮捕歸案。                                                                           |
| 吳浩康                    | 馬達     | 華天僱用的手下，負責持槍搶劫。                                                                                               |
| 金剛                      | 爆珠     | 華天僱用的手下，同樣負責持槍搶劫。                                                                                           |
| 李明憲                    | 拉鍊     | 華天僱用的手下，負責持槍搶劫，待人惡劣且最為貪心。                                                                           |
| 苗圃 （香港配音：關詠荷） | 阿雪     | 李滄東的妻子，一年前因丈夫有染而被傳染梅毒，導致失去胎兒而跳樓至瘸腿、失憶，之後在舞蹈教室工作。                             |
| 劉江                      | 阿雪父親 | 滄東的岳父，女兒受傷後協助她復健並遠離過去。                                                                                 |
| 鄭丹瑞                    | 阿雪友人 | 阿雪復健時的知己。 |
| 梁小冰                    | 社工     | 滄東的好友，負責看護露宿街頭的廢噏。                                                                                         |
| Rob Lok                   | 阿梁     | 古仔的搭檔，刑事情報科警員。                                                                                                 |

## 工作人員
- 導演：林超賢
- 出品人：楊受成、王中軍、宋岱
- 監製：林超賢、梁鳳英
- 編劇：吳煒倫
- 攝影指導：謝忠道 (HKSC)
- 剪接：陳祺合 (HKSE)、許偉傑
- 原創音樂：黎允文
- 動作指導：錢嘉樂、黃偉輝
- 美術總監：黃炳耀

## 插曲
〈每當變幻時〉
- 作曲：古賀政男（調寄：《莎韻之鐘》）
- 填詞：盧國沾
- 編曲：陸堯
- 主唱：薰妮

## 拍攝日程
- 2009年11月2日——於尖沙咀舉行開鏡儀式，正式開始拍攝。[3]
- 2009年12月31日——於尖沙咀正式關機殺青，開始後期製作。[4]
- 2010年8月19日——广州举办电影首映式。[5]

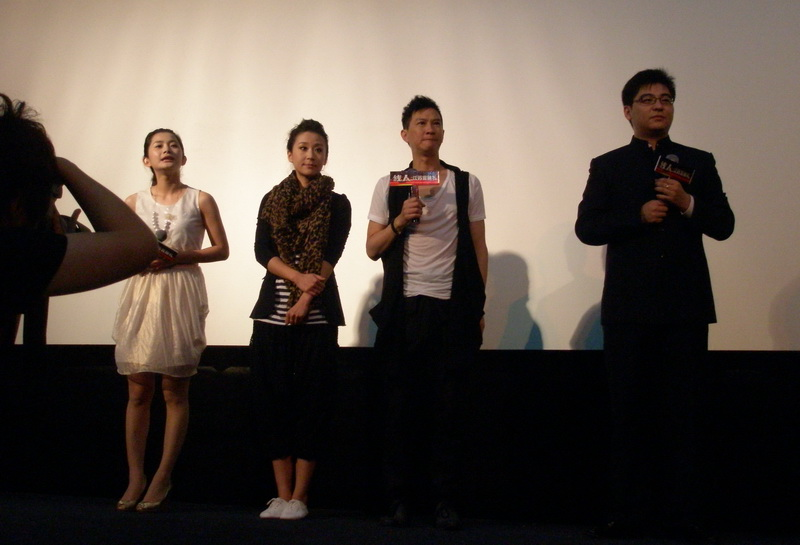
电影江苏首映礼

- 2010年8月24日——在中国大陆上映。[5]

## 獎項
| 頒獎典禮                    | 獎項             | 名單           | 結果 |
| --------------------------- | ---------------- | -------------- | ---- |
| 第17屆香港電影評論學會大獎  | 最佳電影         | 綫人           | 提名 |
| 第17屆香港電影評論學會大獎  | 最佳導演         | 林超賢         | 提名 |
| 第17屆香港電影評論學會大獎  | 最佳男演員       | 張家輝         | 提名 |
| 第17屆香港電影評論學會大獎  | 最佳女演員       | 桂綸鎂         | 提名 |
| 第17屆香港電影評論學會大獎  | 推薦電影         | 綫人           | 獲獎 |
| 第6屆香港電影導演會年度大獎 | 年度最受推介電影 | 綫人           | 獲獎 |
| 第6屆香港電影導演會年度大獎 | 年度最傑出導演   | 林超賢         | 獲獎 |
| 第5屆亞洲電影大獎           | 最佳攝影         | 謝忠道         | 提名 |
| 第30屆香港電影金像獎        | 最佳電影         | 綫人           | 提名 |
| 第30屆香港電影金像獎        | 最佳導演         | 林超賢         | 提名 |
| 第30屆香港電影金像獎        | 最佳編劇         | 吳煒倫         | 提名 |
| 第30屆香港電影金像獎        | 最佳男主角       | 張家輝         | 提名 |
| 第30屆香港電影金像獎        | 最佳男主角       | 謝霆鋒         | 獲獎 |
| 第30屆香港電影金像獎        | 最佳男配角       | 廖啟智         | 提名 |
| 第30屆香港電影金像獎        | 最佳剪接         | 陳祺合、許偉傑 | 提名 |
| 第30屆香港電影金像獎        | 最佳音響效果     | 曾景祥         | 提名 |

## 外部連結
- Yahoo奇摩電影上《綫人》的資料（繁體中文）
- 開眼電影網上《綫人》的資料（繁體中文）
- 豆瓣电影上《綫人》的資料 （简体中文）
- 时光网上《綫人》的資料（简体中文）
- AllMovie上《綫人》的资料（英文）
- 爛番茄上《綫人》的資料（英文）
- 香港影庫上《綫人》的資料（繁體中文）
- 互联网电影数据库（IMDb）上《綫人》的资料（英文）